# Генеральная балка (Ростов-на-Дону)
Генеральная балка — урочище, которое располагалось на территории современного Ростова-на-Дону, но с развитием города было почти полностью застроено.
Свое название территория получила из-за скотных дворов генерала Ивана Матвеева, у которого было прозвище Краснощекий. Его скотные дворы находились в этой местности в начале XVIII века. Раньше Генеральная балка была северной границей города.

## История
Есть предположения, что урочище существовало на этой территории с давних времен, было образовано тогда, когда в Ростове-на-Дону был построен первый дом. Возможно, причиной появления и образования Генеральной балки был размыв почвы из-за атмосферных осадков. Генеральная балка получила свою известность не только в качестве урочища, которое находилось в непосредственной близости к жилым городским домам, но и как местная свалка. Через балку проходило 2 моста: один из них был расположен на Таганрогской дороге, второй в районе будущего Малого проспекта. Раньше урочище занимало северную границу города, но постепенно количество жителей в городе увеличивалось, и кварталы стали располагаться за её пределами. С этим изменилось и состояние урочища: на его территорию стали свозить нечистоты. По дну балки в то время протекал «Безымянный» ручей, который впоследствии впадал в реку Темерник.
Генеральная балка стала центром города, когда по обе стороны от балки стали строить частные владения, балка постепенно стала свалкой. Владельцы домов использовали её как выгребную и помойную яму. Хотя существовала специальная система штрафов и запретов, но никто на это не обращал внимание. В 1857 году городская дума решила построить каменный мост, получивший название Байковского моста. Он был построен вместо существующего деревянного моста вблизи Таганрогского шоссе. Закончили строительство в 1863 году. Постепенно городская общественность признала необходимым устроить в Генеральной балке крытый водосток. Построенный каменный мост был единственной частью балки, которая была закрыта. Стоимость земли вблизи Генеральной балки постепенно выросла, и городские власти озадачились благоустройством территории. Владельцы домов, на чьей территории проходила балка, в период с 1863 по 1884 года закрыли 233 из 728 погонных саженей за свои собственные средства. В этот временной отрезок над балкой появилось 2 каменных моста, их арки были разных форм и размеров.
Санитарная ситуация в городе обострилась и в 1884 году было принято решение о закрытии балки. Это решение было принято городским головой Андреем Матвеевичем Байковым. Он хотел, чтобы затраты на расходы, связанные с этими работами, были частично покрыты теми людьми, в собственности которых находятся заводы, фабрики, бани и прочие дома. Всего насчитывалось 54 таких особы, которые должны были заплатить 36 тысяч рублей. Размер взноса для каждого должен был составлять от 100 рублей до 3 тысяч. Но горожане такую идею не поддержали. В итоге, в 1884 году, часть Генеральной балки была закрыта длиною в 24 сажень, на территории городского сада.
В 1885 году под влиянием разных факторов было решено Генеральную балку закрыть, и на её месте создать трубу. Городские власти думали, что это будет способствовать прекращению слива грязи и разных нечистот, разрешая спускать лишь жидкие нечистоты. 25 ноября 1885 года был разработан план по налаживанию ситуации с Генеральной балкой. Решили ту часть участка, которая проходит между Средним и Большим проспектами, засыпать. Городские власти решили разработать специальный план, который бы позволил им отвезти дождевые воды. Для этого, необходимо было сделать открытый лоток на Кузнецкой улице. Та часть Генеральной балки, которая проходила от Большого проспекта до Темерник, закрывалась также, как и на территории городского сада, каменной трубой. По плану, у выхода Генеральной трубы к Темерник, должен был разместиться приёмник для осаждения твердых частей, а жидкие части продолжили бы спуск в Темерник и обезвреживались таким образом.
15 января 1886 года проект утвердили и назначили окончание срока работ 1 ноября 1887 года. Так как нужно было как-то компенсировать расходы, владельцы, у которых труба проходила по участку, могли пользоваться поверхностью трубы и спускать туда жидкие нечистоты. Также особая плата устанавливалась для всех остальных лиц, которые хотели использовать такое нововведение. Задачей городских властей в этот период было закрыть трубу на тех участках, которые находились в собственности города. По состоянию на 1886 год, в городском саду было закрыто 60 саженей, 10 саженей под Николаевским переулком. Незакрытыми оставались 80 саженей, прилегающие к имению Новосильцева, закрытие трубы было предметом его споров с городскими властями. Обводной открытый лоток длиною в 230 саженей был устроен по Кузнецкой улице и Большому проспекту.
Некоторые из ростовских зажиточных горожан уклонялись от соблюдения требований, в итоге балка была открытой на расстоянии 239 саженей. Среди частных лиц, которые выполнили все требования, значились фамилии Фандеева, Солодова, Курдтова. Специальная комиссия сообщила, что нужно прикрыть балку, по которой бежит грязная вода, сверху трубой. Но проводимые манипуляции наоборот значительно ухудшили санитарное состояние города, ведь теперь Генеральная балка была в ужасном состоянии из-за мусора и грязи. Она была намного чище и лучше, когда находилась в открытом состоянии. Специальные технические комиссии, которые проводили обследования, заявили, что нужно перемостить днище в той трубе, которая находится около Байковского моста, а на трубе городского сада также необходима замена днища. Глобальные ремонт разных недочетов стоил 10 000 рублей и продолжался 1 год. Новые сооружения на территории урочища в это время решили не проводить.
Решением, принятым городской думой в мае 1887 года, спуск нечистот был разрешён всем желающим, но затем с разрешением решили повременить, так как не были продуманы общие правила спуска воды. В 1889 году планировалось начать работы по дальнейшему благоустройству балки, но умер городской голова Байков. Его преемник И. С. Лавандов продолжил реализовывать этот проект, и в феврале 1890 года представил ещё один проект, который вмещал полный перечень работ. Для этого нужна была сумма в размере 46,5 тысяч рублей. Меньшую половину в размере 22 тысяч рублей хотели собрать с владельцев домов. Но они не хотели выделять такие большие деньги, и не было никакой возможности их заставить это сделать. Необходимо было использовать те деньги, которыми распоряжался город. 14 марта 1891 года вопрос про урегулирование ситуации с Генеральной балкой был принципиально решён. Общая смета расходов составила свыше 92 тысяч, планировалось, что работы завершатся к 1 ноября 1891 года. В 1892 году городской голова Е. Н. Хмельницкий поднимал также вопрос про ситуацию с бывшим урочищем. Городская дума решила сделать водосток с бетонным сводом. Для днища использовать штучный камень. Работы должен был выполнять подрядчик из Москвы Н. П. Бирюков, но из-за неожиданных факторов, работы начались позже и значительно затянулись. В конечном итоге, благодаря всем проводимым работам, на базе Генеральной балки появилась первая в городе система канализации.

## Описание
На одном из старых планов Ростова-на-Дону сохранились данные о расположении разных объектов на территории города и вне его пределов. По документу видно, что на территории есть овраги, идущие параллельно реки Дону, которые потом соединяются с рекой Темерник. Генеральной балкой был назван тот овраг, который был ближе всего к Дону. Территория урочища начиналась вблизи Тюремного замка, а к юго-западной стороне уже шла с большим уклоном. В месте пересечения её с Кузнецкой улицей, которая сейчас называется Пушкинской, очертания балки были явнее. После этого момента её ширина и глубина увеличивается. Линия Генеральной балки потом направлялась к углу Большого проспекта. Балка пересекала городской сад, а затем впадала в реку Темерник.
Генеральная балка выполняла функции естественного стока для атмосферных осадков. Её бассейн превышал 450 десятин. На документах прошлых веков балка выглядит как овраг огромного размера, у которого есть многочисленные отростки. По дну балки текла родниковая вода. Частично остатки балки сохранились на территории городского сада. Можно их увидеть на территории в окрестностях Темерника и Ворошиловского проспекта. Там каждая улица, которая находится перпендикулярно к Дону, проходит через яму.